# 北条湯原道路
北条湯原道路（ほうじょうゆばらどうろ）は、鳥取県東伯郡北栄町から岡山県真庭市に至る地域高規格道路である。

## 概要
鳥取県中部圏域と岡山県北部圏域を結び、広域道路ネットワークを構成する道路である。
一般国道313号で構成される。鳥取県側は主に自動車専用道路で整備が進められる一方、岡山県側は当面一般道路区間が活用される。
鳥取県内の自動車専用道路区間については、統一した道路名が定められていなかったが、2024年（令和6年）2月、鳥取県は通称名を「北条倉吉道路」とすることを発表した。それ以前の入口案内は「自動車専用道路」のみだったが、今後「北条倉吉道路」へ変更が行われる。

## 各区間の概要
以下、北条湯原道路の各区間について述べる。

### 北条倉吉道路
- 起点 : 鳥取県倉吉市和田（倉吉IC）[注釈 1]
- 終点 : 鳥取県東伯郡北栄町弓原（北条IC/JCT）
- 延長 : 約6.1 km
- 開通日 : 2007年（平成19年）3月10日
- 総事業費 : 約210億円
- 主要構造物 : 新よねさと橋195 m、しもつわ橋257 m、他3橋
- 都市計画指定 : 北条都市計画道路1・4・2号和⽥北条線（北栄町区間）[2]。

開通により、並行していた国道313号の旧道は2008年（平成20年）3月31日鳥取県告示第206号により国道の指定から外され、北栄町道1329号北条北線、鳥取県道201号上井北条線、北栄町道1328号北条南線、倉吉市道和田北栄線となった。
2017年度（平成29年度）より山陰道との接続部が事業着手された。接続部は北条IC/JCTと弓原ICが設置される。「鳥取県道路の整備に関するプログラム」によれば、北条道路とともに2026年度（令和8年度）の事業完了を目標とされている。

### 倉吉道路
- 起点 : 鳥取県倉吉市小鴨（倉吉南IC）[注釈 1]
- 終点 : 鳥取県倉吉市和田（倉吉IC）
- 延長 : 3.8km

2005年度（平成17年度）より事業着手された。倉吉西ICから倉吉ICまでの延長約3.3 km（I期区間）は、2013年（平成25年）6月8日に開通した。
残る倉吉小鴨ICから倉吉西ICまでの延長約0.8 km（II期区間）は、2023年8月8日の知事定例記者会見によると、2025年（令和7年）春に予定する鳥取県立美術館の開館に合わせて、倉吉関金道路の倉吉南ICから倉吉小鴨ICまでの延長約3.0 kmとともに同年3月22日開通。また倉吉小鴨ICへのアクセス路線である鳥取県道237号仙隠岡田線北野バイパスについても2024年（令和6年）9月18日に供用された。

### 倉吉関金道路
- 起点 : 鳥取県倉吉市関金町大鳥居[注釈 1]
- 終点 : 鳥取県倉吉市小鴨（倉吉南IC）
- 延長 : 約7.1 km

2011年（平成23年）より事業着手された。倉吉南ICから倉吉小鴨ICまでの延長約3.0 km（I期区間）は、倉吉道路の倉吉南ICから倉吉西ICまでの延長約0.8 kmとともに2025年3月22日に開通。

### 関金町大鳥居 - 関金宿
鳥取県倉吉市関金町大鳥居から同町関金宿を結ぶ区間は事業化されていない。

### 犬挟峠道路
- 起点 : 岡山県真庭市蒜山下長田[注釈 1]
- 終点 : 鳥取県倉吉市関金町関金宿
- 延長 : 約9.0 km
- 全線開通 : 1997年（平成9年）10月

一般道路として整備された道路である。一般道路ではあるが、起終点以外は立体交差による接続となっている。倉吉市関金町山口の標高313 m地点に道の駅犬挟が設けられている。
開通により、並行していた国道313号の旧道である犬挟峠は国道の指定から外され、倉吉市関金町関金宿から同市関金町山口は岡山県道・鳥取県道115号常藤関金線、残りの区間は倉吉市道犬挟峠線、真庭市道となった。

### 初和下長田道路
- 起点 : 岡山県真庭市蒜山初和[注釈 1]
- 終点 : 岡山県真庭市蒜山下長田
- 延長 : 約6.2 km
- 全線開通 : 2022年（令和4年）9月[11]。

一般道路として整備された道路である。現道改良区間とバイパス整備区間で構成される。
開通により、並行していた国道313号の旧道は2023年（令和5年）7月21日、岡山県告示第371号により国道の指定から外れ、岡山県道325号別所下長田線、真庭市道に変更された。

### 蒜山初和 - 湯原IC
岡山県真庭市蒜山初和から同市禾津（湯原IC）を結ぶ区間は事業化されていない。
国道313号の一般道路区間を当面活用する方針。地域高規格道路の計画以前に計画され、既に完成している熊居バイパス、湯本バイパス、禾津 - 下湯原バイパスが用いられる。

## インターチェンジなど
- IC番号欄の背景色が■である部分については道路が開通済みの区間を示している。また、施設名欄の背景色が■である部分は施設が供用開始されていない、または完成していない事を示す。なお、未開通区間の名称は仮称である。
- 路線名の特記がないものは市町道。
- 略字は、ICはインターチェンジ、JCTはジャンクションをそれぞれ示す。

| IC番号                      | 施設名           | 接続路線名                            | 起点から (km) | 備考                                                               | 所在地 | 所在地 |
| --------------------------- | ---------------- | ------------------------------------- | ------------- | ------------------------------------------------------------------ | ------ | ------ |
|                             | 北条IC/JCT       | E9 山陰自動車道 国道9号               | 0.0           | 事業中 （北条倉吉道路 山陰道接続部） 弓原ICは北条JCT方面出入口のみ | 鳥取県 | 北栄町 |
|                             | 弓原IC           |                                       |               | 事業中 （北条倉吉道路 山陰道接続部） 弓原ICは北条JCT方面出入口のみ | 鳥取県 | 北栄町 |
| 2                           | 北栄IC           | 県道320号羽合東伯線                   | 1.7           |                                                                    | 鳥取県 | 北栄町 |
| 3                           | 北栄南IC         |                                       | 4.0           |                                                                    | 鳥取県 | 北栄町 |
| 4                           | 倉吉IC           | 国道313号                             | 6.1           |                                                                    | 鳥取県 | 倉吉市 |
| 5                           | 倉吉西IC         | 県道34号倉吉赤碕中山線                | 9.4           |                                                                    | 鳥取県 | 倉吉市 |
| 6                           | 倉吉小鴨IC       | 県道237号仙隠岡田線                   | 10.2          | （倉吉道路 II期区間） 湯原方面出入口のみ                           | 鳥取県 | 倉吉市 |
| 7                           | 倉吉南IC         | 国道313号                             | 13.2          | （倉吉関金道路 I期区間）                                           | 鳥取県 | 倉吉市 |
|                             | （関金町大鳥居） | 国道313号                             |               | 事業中 （倉吉関金道路 II期区間）                                   | 鳥取県 | 倉吉市 |
| 調査区間（大鳥居 - 関金宿） |                  |                                       |               |                                                                    | 鳥取県 | 倉吉市 |
| 犬挟峠道路（延長約9.0 km）  |                  |                                       |               |                                                                    | 鳥取県 | 倉吉市 |
| 岡山県                      | 真庭市           |                                       |               |                                                                    |        |        |
| 岡山県                      | 真庭市           | 初和下長田道路 （延長約6.2 km）       |               |                                                                    |        |        |
| 岡山県                      | 真庭市           | 現道活用区間（熊居バイパス）          |               |                                                                    |        |        |
| 岡山県                      | 真庭市           | 現道活用区間（湯本バイパス）          |               |                                                                    |        |        |
| 岡山県                      | 真庭市           | 現道活用区間（禾津 - 下湯原バイパス） |               |                                                                    |        |        |
| 岡山県                      | 真庭市           | 2                                     | 湯原IC        | E73 米子自動車道                                                   |        |        |

## 歴史
- 1994年（平成6年）12月 : 地域高規格道路の計画路線に指定。
- 1997年（平成9年）
  - 北条倉吉道路が事業化。
  - 10月 : 犬挟峠道路（関金宿 - 蒜山下長田）が開通。
- 2005年（平成17年） : 倉吉道路が事業化。
- 2007年（平成19年）3月10日 : 北条倉吉道路（北条IC - 倉吉IC）が開通。
- 2011年（平成23年） : 倉吉関金道路が事業化。
- 2012年（平成24年） : 初和下長田道路が事業化[14]。
- 2013年（平成25年）6月8日 : 倉吉道路（倉吉IC - 倉吉西IC）が開通[15]。
- 2016年（平成28年）10月21日 : 鳥取県中部地震が発生、自動車専用道路区間（北条倉吉道路、倉吉道路）が損傷。
- 2017年（平成29年）
  - 北条倉吉道路（山陰道接続部）が事業化。
  - 7月28日 : 鳥取県中部地震で損傷した区間が全線復旧[16]。
- 2022年（令和4年） : 初和下長田道路が整備終了[11]。
- 2025年（令和7年）3月22日 : 倉吉道路・倉吉関金道路（倉吉西IC - 倉吉南IC）が開通[17]。

## 路線状況

### 車線・最高速度
| 区間                                | 車線 上下線=上り線+下り線 | 最高速度 |
| ----------------------------------- | ------------------------- | -------- |
| 北条IC - 倉吉IC                     | 2=1+1 （暫定2車線）       | 70 km/h  |
| 倉吉IC - 倉吉南IC                   | 2=1+1 （完成2車線）       | 70 km/h  |
| （倉吉南IC - 関金宿間未開通）       |                           |          |
| 犬挟峠道路                          |                           |          |
| 初和下長田道路                      |                           |          |
| 現道活用区間（蒜山下長田 - 湯原IC） |                           |          |

### 道路規格
自動車専用道路 区間
- 道路規格 : 第1種第3級
- 設計速度 : 80 km/h
- 暫定2車線（完成4車線）
  - 北条IC - 倉吉IC
- 完成2車線
  - 倉吉IC - 倉吉南IC

一般道路 区間
- 車線数 : 2車線
- 車線幅員 : 3.25 m

### 休憩施設
休憩施設として本道沿いに道の駅が設置されている。道の駅犬挟 がある。